# Armadillidium canaliferum
Armadillidium canaliferum is een pissebed uit de familie Armadillidiidae. De wetenschappelijke naam van de soort is voor het eerst geldig gepubliceerd in 1908 door Verhoeff.